# Berghaus (Weismain)
Berghaus ist eine Einöde und Gemeindeteil der Stadt Weismain im Landkreis Lichtenfels.

## Geografie

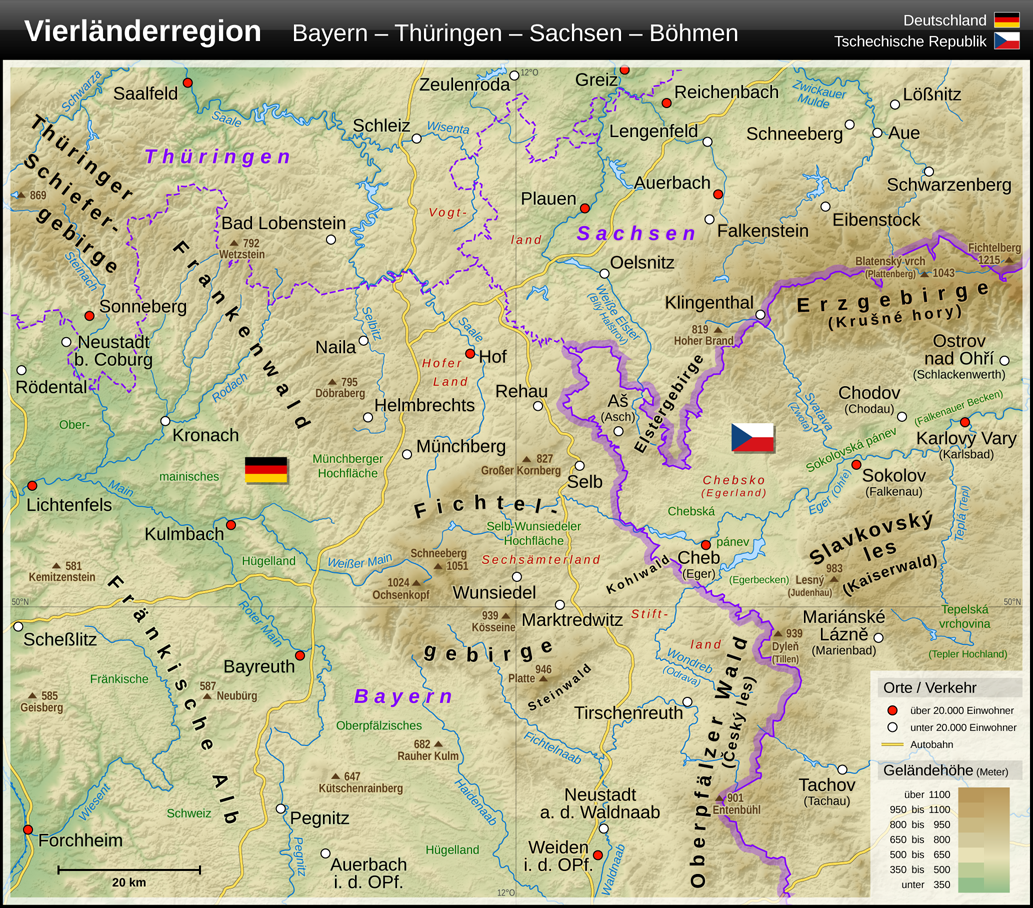
Nordost-Oberfranken

Berghaus liegt im Nordosten von Oberfranken, am nördlichen Berghang des Kröttenstein und etwas westlich des Flurgebietes Pfauengrund. Der Pfauengrund ist das Quellgebiet des Weiherwiesengrabens, einem kleinen Bachlauf, der ein linker Zufluss der Weismain ist. Die Nachbarorte sind Burkheim im Norden, Oberloch im Nordosten, Giechkröttendorf im Südosten, Siedamsdorf im Südwesten und Tauschendorf im Nordwesten. Die Einöde ist von dem fünfeinhalb Kilometer entfernten Weismain aus über eine Ortsverbindungsstraße erreichbar, die am nordwestlichen Ortsrand von Giechkröttendorf in einen Feldweg übergeht.

## Geschichte
Seit der Gemeindegründung ist Berghaus ein Ortsteil der Stadt Weismain, die bis zur Gebietsreform in Bayern zum Altlandkreis Lichtenfels gehörte. Vor den infolge der Gebietsreform erfolgten Eingemeindungen hatte die Stadt Weismain 1961 insgesamt 2104 Einwohner, davon fünf in Berghaus, das damals ein Wohngebäude hatte.